# پوریتیا کینوشیتای
پوریتیا کینوشیتای (Poritia kinoshitai) پروانه ای از خانواده گرگ پروانگان (Lycaenidae) است که اولین بار توسط هیساکازو هایاشی (Hisakazu Hayashi) در سال ۱۹۷۶ توصیف شد. طول بال جلویی آن ۱۴ تا ۱۵ میلی‌متر است. این گونه نادر، بومی جزیره پالاوان در فیلیپین است.
بال‌های پشتی این پروانه آبی رنگ با نقش‌های سفید و مشکی است. زیستگاه این پروانه در جنگل‌ها، باغ‌ها و مراتع چمنی است و لاروهای آن از گیاهان میزبان خود تغذیه می‌کنند.
مانند بسیاری از پروانه‌ها، پوریتیا کینوشیتای نیز یک چرخه زندگی کامل شامل مراحل تخم‌گذاری، لارو، پروانه جوان و پروانه بالغ دارد.